# Lucanus kurosawai
Lucanus kurosawai là một loài bọ cánh cứng trong họ Lucanidae. Loài này được Sakaino mô tả khoa học năm 1995.